# Brooklyn Center (Minnesota)
Brooklyn Center és una població dels Estats Units a l'estat de Minnesota. Segons el cens del 2007 tenia 27.488 habitants.

## Demografia
Segons el cens del 2000, Brooklyn Center tenia 29.172 habitants, 11.430 habitatges, i 7.383 famílies. La densitat de població era de 1.418,6 habitants per km².
Dels 11.430 habitatges en un 29,7% hi vivien nens de menys de 18 anys, en un 46,3% hi vivien parelles casades, en un 13,4% dones solteres, i en un 35,4% no eren unitats familiars. En el 28,2% dels habitatges hi vivien persones soles l'11% de les quals corresponia a persones de 65 anys o més que vivien soles. El nombre mitjà de persones vivint en cada habitatge era de 2,52 i el nombre mitjà de persones que vivien en cada família era de 3,11.
Per edats la població es repartia de la següent manera: un 25,1% tenia menys de 18 anys, un 9,6% entre 18 i 24, un 30,1% entre 25 i 44, un 19,8% de 45 a 60 i un 15,4% 65 anys o més.
L'edat mediana era de 35 anys. Per cada 100 dones de 18 o més anys hi havia 91,8 homes.
La renda mediana per habitatge era de 44.570 $ i la renda mediana per família de 52.006 $. Els homes tenien una renda mediana de 36.031 $ mentre que les dones 27.755 $. La renda per capita de la població era de 19.695 $. Entorn del 4,7% de les famílies i el 7,4% de la població estaven per davall del llindar de pobresa.

## Poblacions més properes
El següent diagrama mostra les poblacions més properes.